# Карка, Андрюс Гедиминасович
Андрюс Гедиминасович Карка (лит. Andrius Gediminasovičius Karka; род. 27 января 1948, Паневежис, Литовская ССР, СССР) — советский и литовский киноактёр и педагог.

## Биография
Родился Андрюс Гедиминасович Карка 27 января 1948 года в Паневежисе в актёрской семье. Его дед, Миколас Карка, был хоровым дирижёром, а отец и мать, Гедеминас Карка и Эугения Шулгайте, были актёрами. В 1967—1983 годах снимался в фильмах Литовской киностудии. Выпускник Паневежиского театрального училища.

— Тебе нравится твой герой (Арунас)?

— Не знаю… Но я могу его понять… У каждого парня ситуации в жизни складываются по-разному, но есть в них что-то общее. У Арунаса переломный возраст, он ещё не мужчина, но давно не дитя. Для него характерно желание ко всему относиться критически, ничего не принимать на веру. Такому Арунасу не так-то просто что-нибудь объяснить, он всё поначалу видит таким, как ему хочется. Отсюда неизбежны ошибки. Но жизнь сама вносит поправки, заставляет понимать то, что раньше не понимал. Происходит переоценка ценностей… Я до службы в армии тоже на многое смотрел иначе, чем сейчас… Сейчас всё понимаю серьёзнее, точнее…
— актёр Андрюс Карка, из интервью журналу «Искусство кино», 1971 год
Затем уехал в Вильнюс поступать в Литовскую консерваторию. После окончания переехал в Кретингу и стал преподавателем и педагогом в Кретингской школе искусств.

## Фильмография
- 1967 — Найди меня — Андрюс
- 1971 — Маленькая исповедь — Арунас Гульбинас
- 1974 — Чёртова невеста — сельский житель
- 1975 — День возмездия — горбун
- 1976 — Потерянный кров — советский лейтенант
- 1977 — Побег из тюрьмы — Гурский
- 1977 — Почти смешная история — вратарь
- 1983 — Полёт через Атлантический океан — эпизод

## Семья
- Дед — Миколас Карка
- Отец — Гедеминас Карка
- Мать — Эугения Шулгайте